# Scalpelloniscus penicillatus
Scalpelloniscus penicillatus là một loài chân đều trong họ Hemioniscidae. Loài này được Grygier miêu tả khoa học năm 1981.